# ويليام لي إستس
ويليام لي إستس (بالإنجليزية: William Lee Estes)‏ هو قاضي ومحامي أمريكي، ولد في 18 أكتوبر 1870 في Boston, Texas ‏ في الولايات المتحدة، وتوفي في 14 يونيو 1930.